# Isle of Man TT 1957
Isle of Man TT 1957 je bila druga dirka motociklističnega prvenstva v sezoni 1957. Potekala je na dirkališču Isle of Man.

## Razred 500 cm³
| Poz | Dirkač         | Država              | Moštvo     | Hitrost   | Čas       | Točke |
| --- | -------------- | ------------------- | ---------- | --------- | --------- | ----- |
| 1   | Bob McIntyre   | Združeno kraljestvo | Gilera     | 98.99 mph | 3:02.57.2 | 8     |
| 2   | John Surtees   | Združeno kraljestvo | MV Agusta  | 97.86 mph | 3:05.04.2 | 6     |
| 3   | Bob Brown      | Avstralija          | Gilera     | 95.81 mph | 3:09.02.0 | 4     |
| 4   | Dickie Dale    | Združeno kraljestvo | Moto Guzzi | 94.89 mph | 3:10.52.4 | 3     |
| 5   | Keith Campbell | Avstralija          | Moto Guzzi | 93.27 mph | 3:14.10.2 | 2     |
| 6   | Alan Trow      | Združeno kraljestvo | Norton     | 92.74 mph | 3:15.17.0 | 1     |

## Razred 350 cm³
| Poz | Dirkač               | Država              | Moštvo     | Hitrost   | Čas       | Točke |
| --- | -------------------- | ------------------- | ---------- | --------- | --------- | ----- |
| 1   | Bob McIntyre         | Združeno kraljestvo | Gilera     | 94.99 mph | 2:46.50.2 | 8     |
| 2   | Keith Campbell       | Avstralija          | Moto Guzzi | 92.95 mph | 2:50.29.8 | 6     |
| 3   | Bob Brown            | Avstralija          | Gilera     | 92.34 mph | 2:51.38.2 | 4     |
| 4   | John Surtees         | Združeno kraljestvo | MV Agusta  | 91.80 mph | 2:52.37.6 | 3     |
| 5   | Eric Hinton          | Avstralija          | Norton     | 97.32 mph | 2:54.50.0 | 2     |
| 6   | G.C.A (Peter) Murphy | Nova Zelandija      | Matchless  | 90.49 mph | 2:55.08.4 | 1     |

## Razred 250 cm³
| Poz | Dirkač          | Država              | Moštvo    | Hitrost   | Čas       | Točke |
| --- | --------------- | ------------------- | --------- | --------- | --------- | ----- |
| 1   | Cecil Sandford  | Združeno kraljestvo | Mondial   | 75.80 mph | 1:25.04.0 | 8     |
| 2   | Luigi Taveri    | Švica               | MV Agusta | 74.24 mph | 1:25.04.0 | 6     |
| 3   | Roberto Colombo | Italija             | MV Agusta | 74.10 mph | 1:27.21.8 | 4     |
| 4   | F.Bartoš        | Češkoslovaška       | Jawa      | 72.45 mph | 1:29.22.4 | 3     |
| 5   | Sammy Miller    | Združeno kraljestvo | Mondial   | 71.31 mph | 1:30.47.0 | 2     |
| 6   | D.Chadwick      | Združeno kraljestvo | MV Agusta | 70.02 mph | 1:32.28.0 | 1     |

## Razred 125 cm³
| Poz | Dirkač            | Država              | Moštvo    | Hitrost   | Čas       | Točke |
| --- | ----------------- | ------------------- | --------- | --------- | --------- | ----- |
| 1   | Tarquinio Provini | Italija             | Mondial   | 73.69 mph | 1:27.00.0 | 8     |
| 2   | Carlo Ubbiali     | Italija             | MV Agusta | 73.22 mph | 1:28.25.0 | 6     |
| 3   | Luigi Taveri      | Švica               | MV Agusta | 71.44 mph | 1:30.37.8 | 4     |
| 4   | Sammy Miller      | Združeno kraljestvo | Mondial   | 71.43 mph | 1:30.38.4 | 3     |
| 5   | Cecil Sandford    | Združeno kraljestvo | Mondial   | 71.42 mph | 1:30.38.6 | 2     |
| 6   | Roberto Colombo   | Italija             | MV Agusta | 71.24 mph | 1:30.53.0 | 1     |